# Meriame Terchoun
Meriame Terchoun, née le 27 octobre 1995 à Zurich, est une footballeuse internationale suisse. Elle évolue actuellement au poste d'attaquante au Dijon FCO.

## Biographie
Meriame Terchoun naît le 27 octobre 1995 à Zurich. Elle possède également la nationalité algérienne.

## Carrière

### En club
Meriame Terchoun rejoint le FC Zurich en 2009. Son début de carrière est miné par les blessures : entre 2016 et 2019, elle est victime trois fois de déchirure des ligaments croisés. Après sa première blessure, elle se relance au FC Bâle et parvient à accrocher la sélection pour l'Euro 2017, mais se reblesse peu de temps après. Ces blessures graves, conjuguées aux difficultés de devoir combiner le football avec un emploi, la conduisent à la dépression. En 2020, elle songe à arrêter sa carrière, mais continue finalement le football.
En 2022-2023, Meriame Terchoun quitte le FC Zurich pour rejoindre le Dijon FCO en D1 française, où elle signe son premier contrat professionnel. Lors de la dernière journée du championnat, elle offre une passe décisive puis inscrit le but de la victoire face au Montpellier HSC. Cette victoire offre le maintien au club bourguignon.

### En sélection
Meriame Terchoun évolue avec la sélection suisse depuis 2015, où elle a un rôle de remplaçante entrant en fin de match. Elle participe à l'Euro 2017, où elle ne dispute que onze minutes de jeu, puis à l'Euro 2022, où elle est malade et ne joue pas. En 2023, elle est sélectionnée pour la coupe du monde. Elle atteint les huitièmes de finale (défaite 5-1 face à l'Espagne).

## Palmarès
FC Zurich
- Championnat de Suisse (6) :
  - Championne en 2013, 2014, 2015, 2016, 2018 et 2022
- Coupe de Suisse (5) :
  - Vainqueure en 2013, 2015, 2016, 2018 et 2022